# 奪標 (電影)
《奪標》，是驕陽電影於2008年上映的一部電影，由徐小明自編自監自導，由張衛健及謝苗主演。
此片是徐小明距上一次執導作品《特異功能猩求人》16年後，重執導筒之作；同時以1936年中華民國派出代表團參加德國柏林奧運會的田徑項目及閉幕典禮的武術表演環節作藍本。

## 故事大綱
這是一部以中國武術隊為題材，以1936年柏林奧運作背景的影片。中國正式第一次派隊參加世運會，並宣布派出武術作表演項目，整個武林即時風起雲湧。各門各派積極參與私下決鬥，中央國術館館長張之江(于榮光飾)決定全國選拔，選出代表武林的高手。張鳳(張衛健飾)、關樹寶（謝苗飾）跟隨張之江苦練螳螂拳多年，終可打出新天地，經過刻苦鍛練，神秘高手踢館，萬人露天擂台選拔，最後閉門決鬥，贏出才得代表資格。武術隊，世運隊為籌足旅費進行街頭義賣，喚起全民回應，眾志成城，田徑女跑手雁羚（黃翠如飾）遇上意外世運止步，張鳳為雁羚更付出十二倍努力誓要取得代表資格，河北鷹爪王安勇(徐向東飾)要脅各人“鷹爪惡鬥螳螂”南北兩大系流，拳風腳影，打一場無規則、無限制的決鬥。

## 人物角色
| 角色名稱 | 演員   | 備註                         |
| -------- | ------ | ---------------------------- |
| 張鳳     | 張衛健 | 螳螂門大弟子, 雁玲的青梅竹馬 |
| 關樹寶   | 謝苗   | 螳螂門弟子, 張鳳師弟         |
| 雁玲     | 黃翠如 | 中國田徑女運動員             |
| 李森     | 吳天瑜 | 螳螂門女弟子, 雁玲的閨密     |
| 張之江   | 于榮光 | 螳螂門掌門, 張鳳與李森之師   |
| 安勇     | 徐向東 | 鷹爪門掌門                   |
| 韓暉     | 李暉   | 太極門掌門                   |
| 符保盧   | 衛志豪 | 運動新聞記者                 |

## 主題曲
《祝福以後》
- 作曲：羅堅
- 填詞：徐小明
- 編曲：羅堅
- 監製：徐小明
- 主唱：陳皓恩、周吉佩

## 獎項
- 2008美國洛杉磯中美電影節開幕電影 [1]
- 2008美國洛杉磯中美電影節 ──金天使獎

## 外部連結
- 驕陽電影：奪標 （页面存档备份，存于）
- 奪標（電影）官方網頁 （页面存档备份，存于）
- 香港影庫上《奪標》的資料（繁體中文）
- 開眼電影網上《奪標》的資料（繁體中文）
- 时光网上《奪標》的資料（简体中文）
- 豆瓣电影上《奪標》的資料 （简体中文）
- 爛番茄上《奪標》的資料（英文）
- AllMovie上《奪標》的资料（英文）
- 互联网电影数据库（IMDb）上《奪標》的资料（英文）